# Derek Cornelius
Derek Austin Cornelius (* 25. November 1997 in Ajax, Ontario) ist ein kanadisch-jamaikanischer Fußballspieler.

## Karriere

### Verein
In seiner Jugend vom Spartacus SC kommend wechselte er im Sommer 2011 zum Unionville Milliken SC, wo er noch einmal ein paar Jahre aktiv war. Zum Jahresstart 2014 zog es ihn nach Deutschland, wo er nun der U19 des VfB Lübeck angehörte. Hier rückte er im Sommer des Jahres auch in den Kader deren erster Mannschaft vor, wo er in der Regionalliga Nord in der Partie am 16. Mai 2016 gegen Borussia Hildesheim sogar kurz vor Ende auch zu einem Kurzeinsatz kam. Ohne weiteren Einsatz wechselte er zur Spielzeit 2016/17 den Klub und spielte nun für den VfR Neumünster, wo er in der Schleswig-Holstein Liga zu einem Stammspieler wurde.
Nach einem Jahr hörte er hier aber schon wieder auf und schloss sich Ende Januar 2017 in Serbien dem Erstligisten FK Javor Ivanjica an. Zwar kam er in seiner ersten Halbsaison hier nur ein paar Mal zum Einsatz, es folgten ab Mitte der Spielzeit 2017/18 dann aber schon weitere Einsätze, welche am Ende aber im Abstieg seiner Mannschaft mündeten. Danach spielte er nur noch ein paar Mal und wechselte danach im Januar 2019 wieder ablösefrei in seine Heimat, wo er nun für die Vancouver Whitecaps spielte und endlich wieder zu einer größeren Anzahl an Einsätzen kam.
In der Saison 2021/22 war er an den griechischen Klub Panetolikos ausgeliehen. 
2023 wechselte er weiter nach Schweden zu Malmö FF. Im Sommer 2024 folgte ein weiterer Wechsel zu Olympique Marseille.

### Nationalmannschaft
Sein Debüt in der kanadischen A-Nationalmannschaft hatte er am 9. September 2018 bei einem 8:0-Sieg über die Mannschaft der Amerikanischen Jungferninseln in der CONCACAF Nations League. Hier stand er auch in der Startelf und verblieb auch über die komplette Spielzeit auf dem Platz. nach weiteren Spielen in dem Wettbewerb, sowie einem Freundschaftsspiel war er auch Teil des Kaders beim Gold Cup 2019, wo seine Mannschaft es bis ins Viertelfinale schaffte. Im Oktober 2021 wurde er zudem noch bei einem Qualifikationsspiel für die Weltmeisterschaft 2022 eingesetzt.
Danach wurde er im November 2022, ohne vorherigen Einsatz in diesem Jahr, für den finalen Kader bei der Weltmeisterschaft 2022 berufen.